# Leslie Pedley
Leslie Pedley (né en 1930) est un  botaniste australien qui s'est spécialisé dans le genre botanique Acacia. Il est connu pour avoir introduit le nom générique Racosperma, préfigurant une scission du genre Acacia entraînant la nécessité de renommer les espèces australiennes.